# Couma
Couma là chi thực vật có hoa trong họ Apocynaceae.